# Destriana
Destriana – gmina w Hiszpanii, w prowincji León, w Kastylii i León, o powierzchni 56,22 km². W 2011 roku gmina liczyła 597 mieszkańców.